# Kodeks 0238
Kodeks 0238 (Gregory-Aland no. 0238) – dwujęzyczny grecko-koptyjski kodeks uncjalny Nowego Testamentu na pergaminie, paleograficznie datowany na VIII wiek. Do naszych czasów zachował się jedynie fragment jednej karty kodeksu, przechowywany obecnie w Wiedniu. Jest wykorzystywany w krytycznych wydaniach greckiego Nowego Testamentu.

## Opis
Zachował się fragment jednej karty, z tekstem Ewangelii Jana (7,10-12 – grecki; 7,7 – koptyjski). Zachowany fragment ma rozmiary 9,5 na 7 cm. Pergamin ma barwę jasnobrunatną.
Tekst prawdopodobnie był pisany jedną kolumną na stronę, po 10 linijek w kolumnie i około 10 liter w linijce. Kształt liter jest typowy dla uncjały aleksandryjskiej (albo koptyjskiej). Litery są grube w płaszczyźnie wertykalnej, ale wąskie w horyzontalnej. Niektóre z nich, jak kappa oraz epsilon uzyskują eleganckie kształty. Epsilon, omikron oraz sigma są okrągłe, kappa jest szeroka, phi jest wielka. Rękopis stosuje interpunkcję i dierezę, nie stwierdzono obecności innych znaków diakrytycznych.
We fragmencie nie znaleziono przykładów zastosowania skrótów dla Nomina sacra (imiona święte). Brak przykładów stosowania iota adscriptum.

## Tekst
Fragment reprezentuje mieszaną tradycję tekstualną. Kurt Aland zaklasyfikował go do kategorii III, co oznacza, że jest ważny dla poznania historii tekstu Nowego Testamentu.
Fragment nie zawiera tekstualnych oboczności, jest zgodny z wydaniami Nowego Testamentu Nestle-Alanda.

## Historia
Fragment datowany jest przez paleografów na VIII wiek (Aland, Haelst, Porter) i datę tę podaje INTF . Nieznane jest miejsce, z którego pochodzi fragment.
Na listę rękopisów Nowego Testamentu wciągnął go Kurt Aland w 1954 roku, nadając mu siglum 0238.
Transkrypcję tekstu koptyjskiego wydał Walter C. Till w 1939 roku. Transkrypcję tekstu greckiego oraz jego faksymile opublikowali Porterowie w 2008 roku.
Fragment jest cytowany w krytycznych wydaniach greckiego Nowego Testamentu. Po raz pierwszy został wykorzystany w 26. wydaniu Nestle-Alanda (NA26), w którym został zacytowany dwukrotnie. W 27. wydaniu Nestle‑Alanda (NA27) został zaliczony do rękopisów cytowanych w pierwszej kolejności.
Rękopis przechowywany jest w Austriackiej Bibliotece Narodowej (Pap. K. 8668) w Wiedniu .